# Municipio de Garfield (condado de Jackson)
El municipio de Garfield (en inglés: Garfield Township) es un municipio ubicado en el condado de Jackson en el estado estadounidense de Kansas. En el año 2010 tenía una población de 640 habitantes y una densidad poblacional de 7,27 personas por km².

## Geografía
El municipio de Garfield se encuentra ubicado en las coordenadas 39°26′15″N 95°37′44″O / 39.43750, -95.62889. Según la Oficina del Censo de los Estados Unidos, el municipio tiene una superficie total de 88.08 km², de la cual 87,71 km² corresponden a tierra firme y (0,42 %) 0,37 km² es agua.

## Demografía
Según el censo de 2010, había 640 personas residiendo en el municipio de Garfield. La densidad de población era de 7,27 hab./km². De los 640 habitantes, el municipio de Garfield estaba compuesto por el 97,97 % blancos, el 0,31 % eran amerindios, el 0,16 % eran asiáticos y el 1,56 % eran de una mezcla de razas. Del total de la población el 0,47 % eran hispanos o latinos de cualquier raza.